# Lazica
Lazica (georgiska: ლაზიკა, Lazika; latin: Lasicum), eller Egrisi (georgiska: ეგრისი), var ett medeltida kungadöme i Kaukasus. Det var beläget i det område som i dag utgör västra Georgien. Namnet Lazica kommer av folket lazer.